# Quần đảo Ionia

Quần đảo Ionia.

Quần đảo Ionia (tiếng Hy Lạp hiện đại: Ιόνια νησιά, Ionia nisia; tiếng Hy Lạp cổ, Katharevousa: Ἰόνιοι Νῆσοι, Ionioi Nēsoi; tiếng Ý: Isole Ionie) là một nhóm đảo tại Hy Lạp. Chúng được gọi theo truyền thống là Heptanese, nghĩa là "7 hòn đảo" (tiếng Hy Lạp: Ἑπτάνησα, Heptanēsa, hay Ἑπτάνησος, Heptanēsos; tiếng Ý: Eptaneso), song thực tế là ngoài bảy đảo chính, quần đảo còn gồm nhiều đảo nhỏ hơn.
Sách của người Việt trước thế kỷ 20 như của sứ thần Phạm Phú Thứ gọi nhóm đảo này là Y Do Niên.

## Địa lý
Bảy hòn đảo chính, từ bắc xuống nam là:
- Kerkyra (Κέρκυρα) (tiếng Anh là Corfu)
- Paxi (Παξοί) (tiếng Anh là Paxos)
- Lefkada (Λευκάδα) (tiếng Anh là Lefkas)
- Ithaki (Ιθάκη) (tiếng Anh gọi là Ithaca)
- Kefalonia (Κεφαλλονιά) tiếng Anh gọi là Kefalonia, Cephalonia và Kefallinia)
- Zakynthos (Ζάκυνθος) (đôi khi gọi là Zante trong tiếng Anh)
- Kythira (Κύθηρα) (đôi khi gọi là Cerigo trong tiếng Anh)

Sáu hòn đảo ở phía bắc nằm ở phía tây của Hy Lạp, tại biển Ionia. Hòn đảo thứ bảy, Kythira, nằm ngoài khơi cực nam của bán đảo Peloponnese, phần phía nam của Hy Lạp đại lục. Kythira không phải là một phần của vùng quần đảo Ionia mà thuộc vùng Attica.

## Lịch sử
Các đảo được những người Hy Lạp định cư từ thời kỳ đầu, có thể là 1200 TCN, và con số chắc chắn là thế kỷ 9 TCN. Khu định cư của người Eretria tại Kerkyra đã bị thay thế bằng những kẻ thực dân đến từ Corinth năm 734 TCN. Các hòn đảo đó không có vị trí quan trọng trong lịch sử và chính trị của Hy Lạp cổ đại. Có một ngoại lệ là vụ xung đột giữa Kerkyra và thành bang mẹ tại Corinth năm 434 TCN, dẫn đến sự can thiệp của Athens và gây nên cuộc Chiến tranh Peloponnesus.
Ithaca là tên của đảo quê hương của Odysseus trong sử thi Hy Lạp cổ đại Odyssey. Có những nỗ lực nhằm đồng nhất Ithaki với Ithaca cổ đại, nhưng địa lý của các hòn đảo này không phù hợp với mô tả của Homer các bằng chứng khảo cổ đã tiết lộ những phát hiện thú vị tại cả Kefalonia và Ithaca.

### La Mã và Đông La Mã
Vào thế kỷ 4 TCN, hầu hết các đảo đều bị hợp nhất vào đế chế Macedon. Một số vẫn còn nằm dưới quyền kiểm soát của vương quốc Macedonian cho đến năm 146 TCN, khi bán đảo Hy Lạp dần dần bị Cộng hòa La Mã sáp nhập. Sau 400 năm hòa bình dưới quyền cai trị của La Mã, các đảo trở thành một phần của đế quốc Đông La Mã (Byzantine). Dưới sự cai trị của Đông La Mã, từ giữa thế kỷ thứ 8, các đảo tạo thành thema Cephallenia. Các đảo là mục tiêu thường xuyên của các cuộc đột kích của người Saracen và từ cuối thế kỷ 11, đã hứng chịu các cuộc tấn công của người Norman và Ý. Hầu hết các đảo rơi vào tay Guglielmo II của Sicilia vào năm 1185. Mặc dù Corfu và Lefkas vẫn nằm dưới quyền kiểm soát của Đông La Mã, Kefallonia và Zakynthos đã trở thành cung trung bá Cephalonia và Zakynthos cho đến năm 1357, khi thực thể này thống nhất với Lefkada và Ithaki để tạo thành Công quốc Leucadia dưới quyền các công tước người Pháp và Ý. Corfu, Paxi và Kythera bị Venezia đoạt lấy vào năm 1204, sau sự tan rã của đế quốc Đông La Mã sau Thập tự chinh lần 4. Chúng trở thành các thuộc địa hải ngoại quan trọng của cộng hòa và được sử dụng như những trạm cho thương mại hàng hải với Levant.

### Venezia

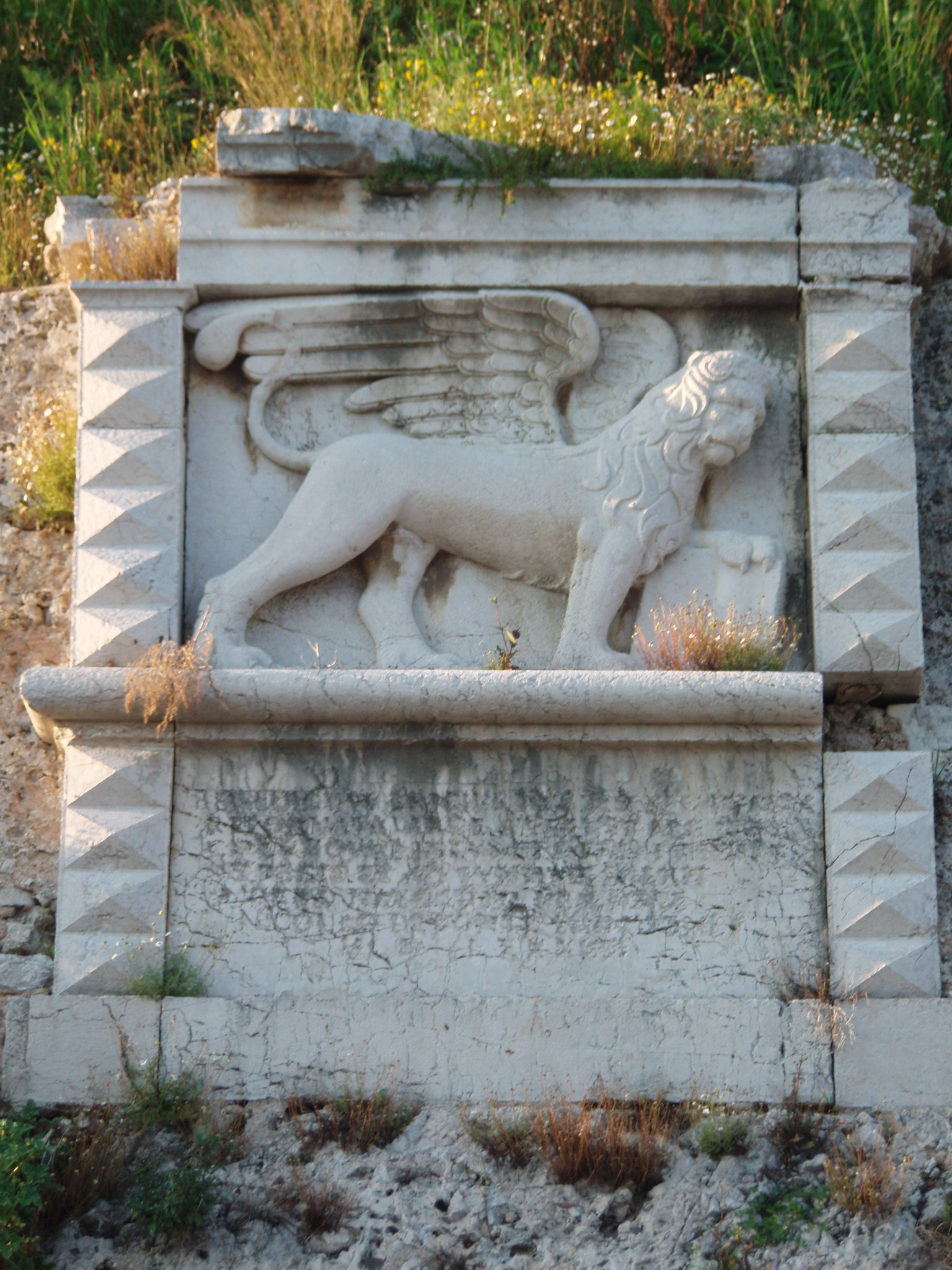
Sư tử trên núi St. Mark, biểu tượng của cộng hòa Venezia, tại Pháo đài mới Corfu, vùng đất chiếm hữu lâu nhất tại hải ngoại của Venezia

Từ năm 1204, Cộng hòa Venezia kiểm soát Corfu và sau đó dần dần toàn bộ các đảo Ionia cũng đã nằm dưới quyền kiểm soát của họ. Vào thế kỷ 15, đế chế Ottoman đã chinh phục hầu hết Hy Lạp, song các nỗ lực để chiếm các đảo Ionia của họ đã thất bại. Zakynthos trở thành vùng đất vĩnh viễn của Venizia vào năm 1482, Kefallonia và Ithaki năm 1483, Lefkada năm 1502. Kythera trở thành lãnh thổ Venetian năm 1393.
Các đảo là vùng đất duy nhất của thế giới nói tiếng Hy Lạp không nằm dưới quyền kiểm soát của Ottoman. Corfu là đảo Hy Lạp duy nhất chưa từng bị người Thổ chinh phạt.
Dưới quyền cai trị của Venezia, nhiều người thuộc tầng lớp thượng lưu nói tiếng Ý (hay tiếng Venezia tùy theo quan điểm) và cải sang Công giáo La Mã, tuy nhiên phần lớn người dân vẫn duy trì đặc tính dân tộc, ngôn ngữ và tôn giáo Hy Lạp.
Vào thế kỷ 18, một phong trào độc lập dân tộc Hy Lạp đã bắt đầu xuất hiện, và tình trạng tự do của các đảo Ionia đã khiến chúng trở thành các căn cứ cho các trí thức Hy Lạp lưu vong, những người đấu tranh tự do và có cảm tình với nước ngoài. Các đảo trở nên có ý thức Hy Lạp hơn từ thế kỷ 19, thế kỷ của chủ nghĩa dân tộc lãng mạn.

### Thời kỳ Napoléon
Tuy nhiên, năm 1797, Napoléon Bonaparte đã chinh phục Venezia, và với Điều ước Campo Formio người dân trên đảo nằm dưới quyền kiểm soát cuad Pháp, các đảo được tổ chức thành các tỉnh Mer-Égée, Ithaque và Corcyre. Năm 1798, Admiral Ushakov của Nga đã đuổi những Pháp, và thành lập Cộng hòa Bảy Đảo dưới sự đồng bảo hộ của Nga và Ottoman và đây là lần đầu tiên người Hy Lạp có một chính quyền tự chủ có giới hạn từ sau khi sự thất thủ của Constantinopolis vào năm 1453. Tuy nhiên, năm 1807, các đảo lại bị nhượng lại cho Pháp theo Điều ước Tilsit và bị Đế chế Pháp quản lý.

### Thời kỳ Anh

Cờ quần đảo Ionia thuộc Anh.

Năm 1809, người Anh đã đánh bại hạm đội Pháp tại Zakynthos, chiếm được Kefallonia, Kythera và Zakynthos, và chiếm thêm Lefkada vào năm 1810. Người Pháp giữa Kerkyra cho đến năm 1814. Theo Điều ước Paris vào năm 1815, các đảo trở thành "Hợp chúng quốc Quần đảo Ionia" dưới quyền bảo hộ của Anh Quốc. Vào tháng 1 năm 1817, người Anh đã ban hành một hiến pháp mới cho các đảo. Người dân các đảo được bầu một Hội đồng gồm 40 thành viên, những người này phải được hỏi ý kiến của Cao ủy Anh. Người Anh đã cải thiện rất nhiều thông tin liên lạc của các đảo, và đưa đến các hệ thống giáo dục và tư pháp hiện đại. Người dân các đảo chào đón hầu hết các cải cách và các tách trà buối chiều, cricket và các trò giải trí khác của người Anh.
Sau khi Hy Lạp độc lập năm 1830, người dân các đảo lại bắt đầu phẫn nộ với việc bị nước ngoài cai quản và yêu cầu liên hiệp với Hy Lạp. Chính phủ Anh phản đối chuyện này, giống như Venezia, Anh Quốc đã nhận thấy các đảo có thể trở thành các căn cứ hải quân hữu ích. Người Anh cũng quan tâm đến vị vua Hy Lạp sinh ra tại Đức, Othon, một người không thân thiện với Anh Quốc. Tuy nhiên, năm 1862, Otto bị lật độ và thay thế là một vị vua thân Anh là Georgios I.

### Thời kỳ thuộc Hy Lạp
Năm 1862, Anh Quốc đã quyết định trao trả lại các hòn đảo cho Hy Lạp, như một cử chỉ để ủng hộ vị quốc vương mới. Vào ngày 2 tháng 5 năm 1864, người Anh rơi đi và các đảo được tổ chức hành ba tỉnh của Vương quốc Hy Lạp, tuy nhiên người Anh vẫn sử dụng cảng Corfu. Hoàng từ Philippos của Hy Lạp và Đan Mạch được sinh ra tại Corfu vào năm 1921 và sau này đã trở thành Philip, Vương tế Anh.

### Thế chiến II
Năm 1941, khi khối Trục chiếm Hy Lạp, các đảo Ionia (ngoại trừ Kythera) đã rơi vào tay người Ý, trong ba năm chiếm đóng, họ đã cố Ý hóa cư dân đảo Corfu. Năm 1943, người Đức đã thay thế người Ý, và sát hại cộng đồng Do Thái của Corfu. Năm 1944, hầu hết các đảo nằm dưới quyền kiểm soát của phong trào kháng chiến Mặc trận Giải phóng Quốc gia/Quân đội Giải phóng Nhân dân Quốc gia, và duy trì là một thành trì của cánh tả từ đó.

### Ngày nay
Ngày nay, hầu hết các đảo là một phần của vùng quần đảo Ionia (Ionioi Nisoi), ngoại trừ Kythera là một phần của Attica. Kerkyra có dân số 113.479 (bao gồm Paxoi), Zakynthos 38.680, Kefallonia 39.579 (bao gồm Ithaca), Lefkada 22.536, Ithaki 3.052, Kythera 3.000 và Paxi 2.438.
Trong những thập niên gần đây, các đảo đã mất đi nhiều cư dân do tình trạng xuất cư và sự suy giảm của các ngành công nghiệp, đánh cá và trồng trọt truyền thống. Hiện nay, lĩnh vực kinh tế chính của các đảo là du lịch.

## Các cộng đồng chính
- Argostóli (Αργοστόλι), tại Kefalonia
- Kérkyra (Κέρκυρα), tại Corfu
- Lefkáda (Λευκάδα), tại Lefkada
- Lixouri (Ληξούρι), tại Kefalonia
- Zákynthos (Ζάκυνθος), tại Zakynthos